# Nortel
A Nortel Networks Corporation (a továbbiakban Nortel; TSX:NT, NYSE: NT) kanadai telekommunikációs vállalat. 1895-ben alapították Montréal városában. A világ 150 országában megközelítőleg 33 760 alkalmazottat foglalkoztat.
A Nortel 4 kulcsfontosságú területe:
- "Enterprise Solutions" (ES): Vállalati kommunikációs rendszerek (IP-telefónia, egységes kommunikációs, "telepresence" megoldások), helyi hálózat (LAN), WLAN.
- "Mobility & Converged Core Networks" (MCCN): Mobil kommunikáció (GSM, GSM-R, GPRS, EDGE, CDMA, 4G WiMAX…), municipal hálózatokra (Wi-Fi, Wi-Fi mesh…), IP-telefónia, IP Multimedia Sub-system (IMS), IPTV.
- "Metro Ethernet Networks" (MEN): Optikai transzport hálózati megoldások (SDH, WDM, ROADM…), "Carrier Ethernet" szolgáltatások (Provider Backbone Bridges, Provider Backbone Transport,…), nagy kiterjedésű hálózat (WAN)
- "Global Services" (GS)

## Külső hivatkozások
- Nortel
- LG-Nortel JV
- Innovative Communications Alliance (Nortel – Microsoft)
- Commons Avaya